# Theodore Bloomfield
Theodore Bloomfield (* 14. Juni 1923 in Cleveland; † 1. April 1998 in Warrenton, Oregon) war ein US-amerikanischer Dirigent und Komponist.
Bloomfield studierte am Oberlin Conservatory in Ohio und bei Pierre Monteux an der Juilliard School. 1945 debütierte er mit dem New York Little Symphony Orchestra. Am 11. Mai 1946 leitete er ein Kammerorchester der Juilliard School bei der Uraufführung des bereits 1906 entstandenen Stückes The Unanswered Question von Charles Ives. 
1946 bis 1952 arbeitete er in Cleveland. Anschließend leitete er verschiedene amerikanische Symphonieorchester: Von 1955 bis 1959 das Portland Symphony Orchestra in Portland, Oregon, und von 1959 bis 1963 das Rochester Philharmonic Orchestra in Rochester, New York.
1964 bis 1966 arbeitete er an der Hamburgischen Staatsoper. 1966 wurde Bloomfield als Nachfolger von Lovro von Matačić Generalmusikdirektor der Oper Frankfurt, schied jedoch bereits im Oktober 1967 nach einem Konflikt mit dem Orchester wieder aus.
Von 1975 bis 1982 leitete er das Berliner Symphonische Orchester. 
1976 erhielt Bloomfield den Deutschen Kritikerpreis.
Seit 1990 lebte er im Ruhestand in Warrenton an der Küste Oregons, wo er am 1. April 1998 an einem Herzinfarkt verstarb. Bloomfields Nachlass wird in der Portland State University verwahrt.
| Personendaten    | Personendaten                            |
| ---------------- | ---------------------------------------- |
| NAME             | Bloomfield, Theodore                     |
| KURZBESCHREIBUNG | US-amerikanischer Dirigent und Komponist |
| GEBURTSDATUM     | 14. Juni 1923                            |
| GEBURTSORT       | Cleveland                                |
| STERBEDATUM      | 1. April 1998                            |
| STERBEORT        | Warrenton, Oregon                        |